# 101 Collins Street
Le 101 Collins Street est un gratte-ciel de bureaux situé à Melbourne (Australie).
Sa construction s'est faite à l'emplacement du Consolidated Zinc Building, qui était alors le plus haut gratte-ciel de la ville mais qui fut détruit pour faire place au 101 Collins Street.
La tour possède trente ascenseurs pouvant atteindre 7 m/s, et un parking souterrain de 414 places.